# گروه سرکو
گروه سرکو (به انگلیسی: Serco Group) شرکت خدماتی بریتانیایی است، که در زمینه ارائه خدمات امنیتی و نظامی، ترابری، مدیریت شبکه‌های حمل‌ونقل و کنترل ترافیک، خدمات پشتیبانی، سرویس‌های سلامت همگانی و تأمین نیروی انسانی فعالیت می‌کند.
شرکت سرکو در سال ۱۹۲۹ تأسیس شد و هم‌اکنون به‌عنوان اپراتور در متروی دبی، متروی کپنهاگ (با مشارکت آنسالدو)، فرودگاه نیروی هوایی سلطنتی بریتز نورتون، فرودگاه نیروی هوایی سلطنتی هالتون، فرودگاه نیروی هوایی سلطنتی نورثولت، فرودگاه نیروی هوایی سلطنتی جزیره اسنشن، فرودگاه سکتستا و فرودگاه کاونتری فعالیت می‌کند. دفتر مرکزی این شرکت در شهر هوک، بریتانیا قرار دارد و بخشی از سهام آن در بازارهای بورس لندن و بورس ایرلند معامله می‌شود.